# Lillsaksträsket
Lillsaksträsket är en sjö i Sorsele kommun i Lappland och ingår i Umeälvens huvudavrinningsområde. Sjön har en area på 0,219 kvadratkilometer och ligger 682,2 meter över havet. Lillsaksträsket ligger i Vindelfjällen Natura 2000-område. Sjön avvattnas av vattendraget Saksbäcken.

## Delavrinningsområde
Lillsaksträsket ingår i det delavrinningsområde (729108-151021) som SMHI kallar för Inloppet i Saksträsket. Medelhöjden är 812 meter över havet och ytan är 30,83 kvadratkilometer. Det finns inga avrinningsområden uppströms utan avrinningsområdet är högsta punkten. Saksbäcken som avvattnar avrinningsområdet har biflödesordning 3, vilket innebär att vattnet flödar genom totalt 3 vattendrag innan det når havet efter 359 kilometer. Avrinningsområdet består mestadels av skog (31 procent) och kalfjäll (63 procent). Avrinningsområdet har 0,39 kvadratkilometer vattenytor vilket ger det en sjöprocent på 1,3 procent.